# Aymar de Dampierre
Pour les autres membres de la famille, voir Maison de Dampierre.
Elie Louis Aymar de Dampierre, marquis de Dampierre, 4e marquis de Dampierre et 8e comte de Plassac (Sauveterre-Saint-Denis, 20 novembre 1787 - Paris, 3 février 1845) est un homme politique français.

## Biographie

### Vie privée
Il est le fils de Pierre François de Dampierre, 3e marquis de Dampierre (1786-1813) et de Marie Célestine de Carbonneau (1764-1816).
Il hérite du Château de Plassac en 1814.

### Vie publique
Propriétaire et sans antécédent politique, il fut compris, le 5 novembre 1827, sur la liste des 76 nommés à la chambre des pairs. Il a soutenu à la chambre haute le gouvernement de Charles X, et lui resta fidèle en 1830. 
Il est exclu de la Chambre des pairs par Louis-Philippe car il appartenait à une « fournée » de pairs nommées sous Charles X en 1827.

## Famille
Il épouse, le 26 novembre 1811, Julie Charlotte d'Abbadie de Saint-Germain (1789-1835), fille de Jean Pierre d'Abbadie de Saint-Germain et d'Anne Marguerite Angélique de Cours. Ils ont neuf enfants.
- Élie de Dampierre, 5e marquis de Dampierre (17 septembre 1813 - 10 février 1896) épouse Françoise Henriette Louise Sophie Barthélémy (15 mai 1813 - 17 juin 1894), dont descendance ;
- Anne Marguerite Charlotte de Dampierre (16 septembre 1815 - 23 décembre 1897) épouse Jean Louis Charles Eugène d'Humières, comte d'Humières (8 juillet 1811 - 4 octobre 1890), dont descendance ;
- Armand Guillaume Guy de Dampierre, comte de Dampierre (16 septembre 1816 - 1er août 1901) épouse Adélaïde Félicité de Charpin-Feugerolles (16 février 1818 - 27 décembre 1878), dont descendance ;
- Gabrielle de Dampierre (1817 - 1830), célibataire, sans enfants ;
- Sœur Ida Marie de Dampierre (26 novembre 1817 - 11 mars 1844), religieuse ;
- Louis Henri Pol Frétard de Dampierre, comte de Dampierre (15 mai 1822 - 28 mai 1895) épouse Mary Elizabeth Taylor Corbin (23 avril 1835 - 17 mai 1906), dont descendance ;
- Marie Romaine Amélie de Dampierre (15 mai 1822 - 31 mai 1908) épouse Louis Gabriel Dor de Lastours (12 avril 1808 - 20 décembre 1856), dont descendance ;
- Guillaume Louis Roger de Dampierre, comte de Dampierre (12 août 1827 - 17 juin 1867) épouse Jeanne Modeste Eugénie Anaïs Panon Desbassayns de Richemont (1er septembre 1839 - 10 octobre 1878), dont descendance ;
- Gabrielle de Dampierre (15 juillet 1830 - 14 avril 1838), célibataire, sans enfants.